# Amor holt sich nasse Füße
Amor holt sich nasse Füße ist eine Spielfilmproduktion des Fernsehens der DDR aus dem Jahr 1978 die unter der Regie von Hans Knötzsch durch das DEFA-Studio für Spielfilme (Potsdam-Babelsberg) entstand. Die Filmkomödie nach einer Vorlage von Otmar Richter, der auch eine der Hauptrollen spielte, hatte am 15. Mai 1978 seine TV-Premiere im ersten Programm des DDR-Fernsehens.

## Handlung
Peter und Katharina kennen sich seit Kindertagen und sind beste Freunde. Inzwischen erwachsen, wohnen sie noch immer im gleichen Haus und auf der gleichen Etage. Dass sich zwischen den beiden im Laufe der Zeit anscheinend doch mehr als nur eine platonische Freundschaft entwickelt hat, zeigt sich, als beide durch Zufall Mitglied in einer Tauchsportgemeinschaft der GST werden. Dazu kam es, weil Katharina, die gerade ihre Fahrprüfung bestanden hatte, bei ihrer ersten Privatfahrt mit Peters Motorrad versehentlich im nahe gelegenen Teich landete. Zum Glück trainierten hier gerade die Mitglieder der Tauchsportgemeinschaft und halfen bereitwillig dabei das Fahrzeug aus dem Wasser zu holen. So blieb es nicht aus, dass sich die beiden zum Dank bei der Sportgemeinschaft anmeldeten. Peter ist es gar nicht recht, dass der dortige Übungsleiter Markus heftig mit Katharina flirtet und sie umwirbt. Sie verbringt nur noch Zeit mit Markus und Peter merkt, dass er nun handeln muss, um Katharina nicht zu verlieren. Mit seinen ersten Aktionen gegen Markus erreicht Peter allerdings nur das Gegenteil. Der Tipp eines Vereinskollegen bringt ihn dazu, sich für eine komplette Mädchenmannschaft einzusetzen. Damit wäre die Auswahl größer und Markus würde sich vielleicht für eine der neuen Damen interessieren. Zunächst muss er aber erst einige Kandidatinnen für den Tauchsport finden. Das gestaltet sich schwieriger als erwartet, denn die jungen Damen halten Peters Werbeversuche meist nur für eine „billige Anmache“. Als es ihm dann endlich gelingt die junge Bulgarin Jonka als Interessentin zu gewinnen, ist Markus auch gleich an der hübschen jungen Dame interessiert. Katharina gefällt das überhaupt nicht und wendet sich, wie von Peter erhofft, wieder ihm zu. Ihre Achtung steigt noch mehr, als sich Peter heldenhaft bei der Rettung eines Kameraden einsetzt, als dieser beim Tauchen in Not gerät. Bis sich die beiden aber offen ihre Gefühle gestehen können, dauert es noch immer. Als Jonka die Kameraden alle nach Bulgarien zum Tauchen einlädt, ist Katharina verärgert und tritt aus dem Verein wieder aus. Die anderen sind aber hocherfreut endlich mal im warmen Wasser tauchen zu dürfen. Nachdem die Gruppe ohne Katharina abreist, fährt sie ihnen hinterher, weil sie es ohne Peter zu Hause nicht aushält. Kaum trifft sie im Camp ein, begrüßt Peter seine Katharina überglücklich. Für Markus hat Jonka noch eine besondere Überraschung bereit. Um ihn wieder auf den Boden der Realität zurückzuholen, inszeniert sie eine Taucherhochzeit zwischen ihnen, was aber nur ein Spaß sein soll. Markus wird nun angst und bange, schließlich wollte er nur sein Vergnügen mit den Mädchen haben und sich keinesfalls binden. Am Ende hat auch Markus seine Lektion gelernt.

## Produktion
- Das eingesetzte Bildformat ist 1,33:1 (4:3).[3]
- An der Produktion des Films waren laut Abspann weiterhin folgende Personen beteiligt:
  - Buch / Autor: Otmar Richter
  - Dramaturgie: Manfred Petzold
  - Szenarium: Manfred Petzold
  - Szenenbild: Heinz Leuendorf
  - Bauten: Walter Ruddigkeit, Werner Mai
  - Kostüme: Irene Pape
  - Maske: Günter Fehsecke, Deli Köthke
  - Ton: Rosemarie Linde
  - Mischton: Gerhard Ribbeck
  - Kamera-Assistenz: Wolfgang Ebert, Richard Günter
  - Unterwasser-Kamera: Martin Rauschert
  - Regie-Assistenz: Karl-Heinz Lotz
  - Beleuchtungsmeister: Hans Helmstedt
  - Aufnahmeleitung: Ralf Biok, Gerlind Schorn
  - Produktionsleitung: Walther Kronenthal

- Für die Mitwirkung und Unterstützung wird im Abspann gedankt:
  - Dem Zentralvorstand der Gesellschaft für Sport und Technik
  - Der Sporttauchergruppe der DEFA

## Kritik
Beim Filmportal schrieb Pitt Herrmann: „Amor holt sich nasse Füße“ erscheint „im Gewand einer harmlosen Sommerkomödie“ und wird immer mehr eine „80-minütige Werbung für die paramilitärische Ausbildung der DDR-Jugend.“
„Altbacken“, meinten die Kritiker der Fernsehzeitschrift TV Spielfilm über den Film und bewerteten diesen den Film mit dem Daumen zur Seite.
Das Lexikon des internationalen Films sieht in dem Fernsehfilm eine „Heitere Unterwasser-Liebesgeschichte fürs DDR-Fernsehen, die beiläufig auch für die Tauchsportsektion der vormilitärischen Gesellschaft für Sport und Technik in der DDR wirbt.“

## DVD-Veröffentlichungen
- 2016: Amor holt sich nasse Füße (DVD aus der Reihe: DDR TV-Archiv, ICESTORM Entertainment GmbH, FSK 0, Laufzeit: ca. 78 Minuten, Erscheinungstermin: 18. Januar 2016, EAN: 4028951492275)[3]